# Албрехт Фридрих (Барби-Мюлинген)
Албрехт Фридрих фон Барби и Мюлинген (на немски: Albrecht Friedrich von Barby und Mühlingen) е граф на Барби-Мюлинген в Саксония-Анхалт.

## Биография
Роден е на 28 февруари 1597 година вероятно в Розенбург. Той е син на граф Йост II фон Барби-Мюлинген-Розенбург (1544 – 1609) и втората му съпруга София фон Шварцбург-Рудолщат (1579 – 1630), дъщеря на граф Албрехт VII фон Шварцбург-Рудолщат (1537 – 1605) и графиня Юлиана фон Насау-Диленбург (1546 – 1588). Брат е на граф Йост Гюнтер (1598 – 1651) и на графиня Агнес Елизабет (1600 – 1651), омъжена на 18 юни 1633 г. за граф Йохан Мартин фон Щолберг (1594 – 1669).
През октомври 1605 г. Албрехт Фридрих се записва заедно с брат си да следва в университет Leucorea във Витенберг. Когато баща му умира през 1609 г., майка му управлява сама до смъртта си през 1630 г. Двамата братя управляват заедно наследството си до подялбата през 1641 г. Оттогава граф Албрехт Фридрих е сам собственик на господстватвата Розенбург и Мюлинген.
През 1623 г. той е приет чрез княз Лудвиг I фон Анхалт-Кьотен в литературното общество Fruchtbringende Gesellschaft. Неговият брат и неговият зет по-късно също стават членове на това общество.
Граф Албрехт Фридрих фон Барби и Мюлинген умира на 7 декември 1641 г. в Розенбург на 44-годишна възраст. Гробницата на графовете на Барби се намира в църквата Св. Йоан в Барби на Елба (Саксония-Анхалт).

## Фамилия
На 17 март 1633 г. той се жени за графиня София Урсула фон Олденбург-Делменхорст (1601 – 1642), дъщеря на граф Антон II фон Олденбург-Делменхорст (1550 – 1619) и Сибила Елизабет фон Брауншвайг-Даненберг (1576 – 1630), дъщеря на херцог Хайнрих фон Брауншвайг-Люнебург-Даненберг, и сестра на граф Христиан IX фон Олденбург-Делменхорст. С нея той има децата:
- Емилия Юлиана (1637 – 1706), поетеса на църковни песни, ∞ 1665 имперски граф Алберт Антон фон Шварцбург-Рудолщат (1641 – 1710)
- Христиана Елизабет (1634 – 1681), ∞ 1650 херцог Рудолф Август фон Брауншвайг-Волфенбютел (1627 – 1704)
- Юстина София (1636 – 1677), ∞ 1656 г. в Аурих Ено Лудвиг, княз на Източна Фризия (1632 – 1660)
- Август Лудвиг фон Барби-Мюлинген (* 5 август 1639; † 17 октомври 1659). С него родът изчезва по мъжка линия
- Антония Сибила (1641 – 1684), ∞ 1673 граф Христиан Вилхелм фон Шварцбург-Зондерсхаузен (1647 – 1721)